# Buddhizmus Mongóliában

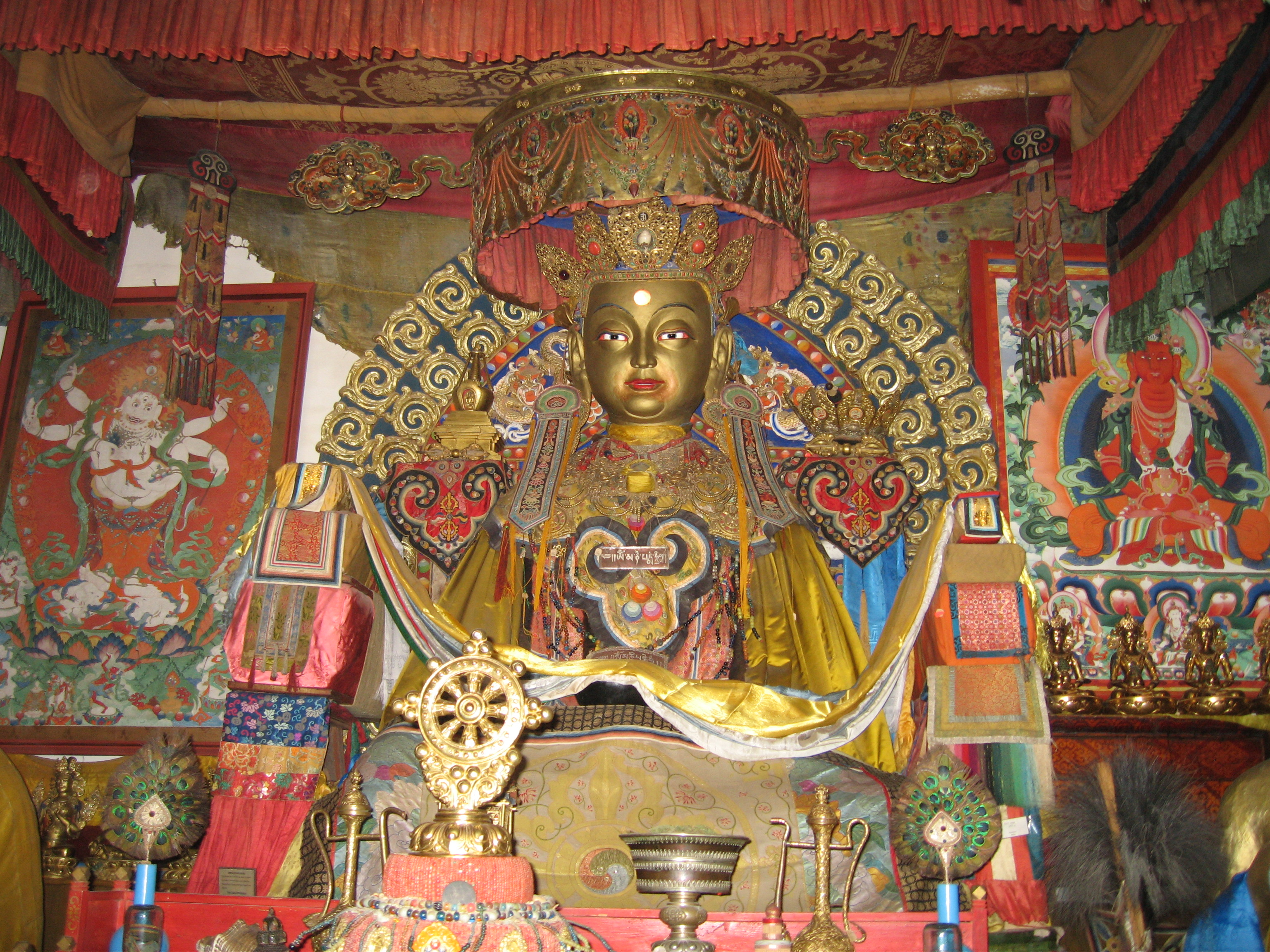
Buddha-szobor az Erdene Zuu kolostorban, Karakorum.

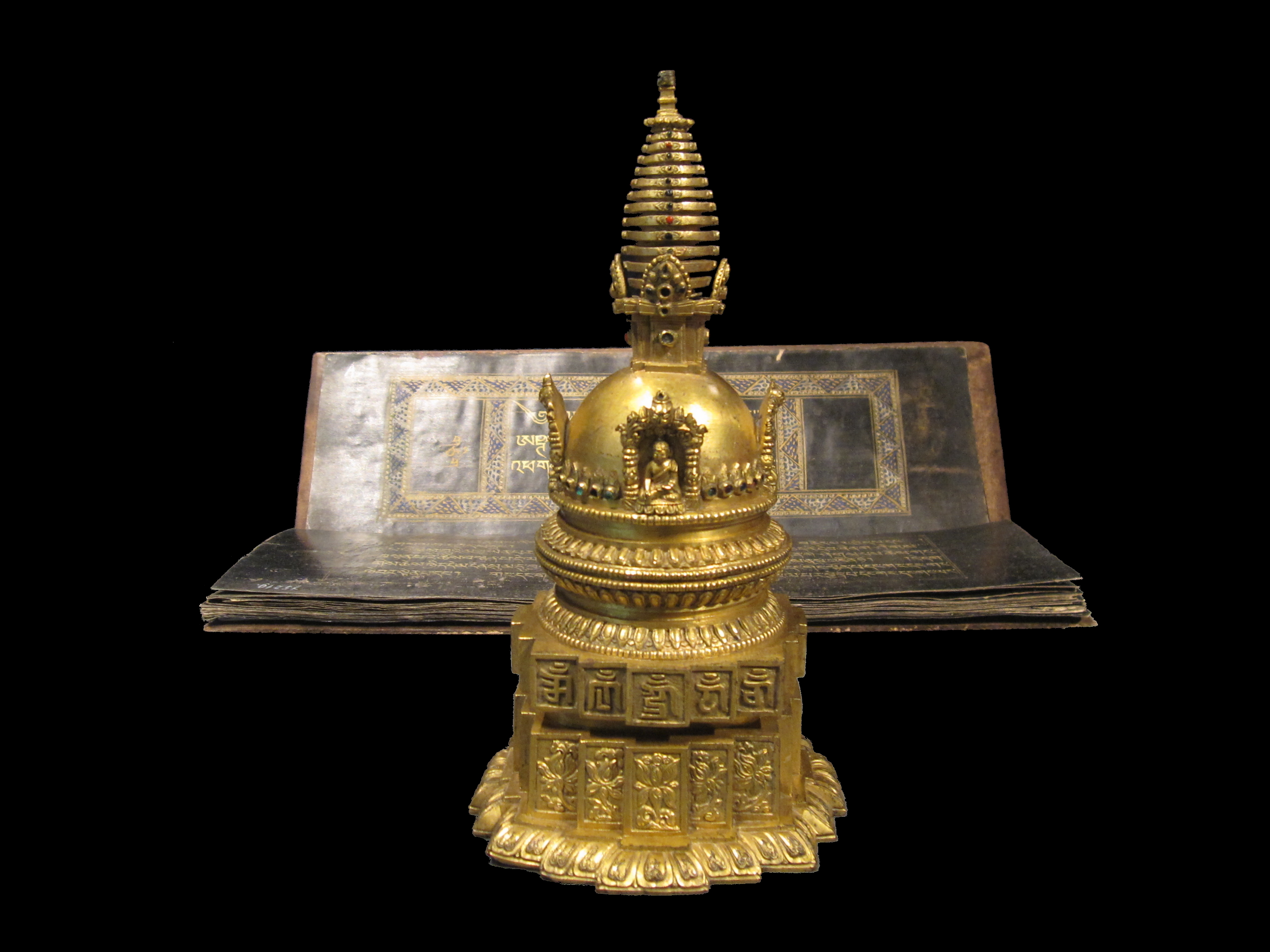
Aranyozott sztúpa és a pradnyápáramita, a 18. századtól kezdve Mongólia

A buddhizmus Mongóliában a tibeti buddhizmushoz tartozó gelug és kagyü iskoláktól kölcsönözte jellegzetességeit. Hagyományosan a mongol népi vallásokban a mennyországot (az "örök kék ég") és az őseiket imádták, valamint az ősi, észak-ázsiai sámánizmust gyakorolták, amelyben emberi közvetítők (sámánok) transz állapotába esve kapcsolatot létesítettek különböző istenekkel, lelkekkel és szellemekkel.
Jóllehet a Jüan-dinasztia uralkodói a 14-15. században már felvették a tibeti buddhizmust vallásként, a birodalom bukása után a mongolok visszatértek a régi sámánista szokásokhoz. 1578-ban Altan mongol nagykán újra szerette volna egyesíteni a mongolokat, hogy túlszárnyalja még Dzsingisz kán sikereit is, ezért meghívta az éppen virágzó gelug iskolát tárgyalásra. Ezután szövetséget kötöttek, amely feljogosította Altan kánt uralkodói jogcímre, amelyért cserébe védelmet ígért a buddhista iskolának. Altan kán adta a tibeti vezetőnek a dalai láma ("az óceán bölcsessége") címet.
Altan kán röviddel ezután meghalt ugyan, de a gelugpa elterjedt egész Mongóliában, részben az elégedett mongol arisztokráciának köszönhetően, akik ettől remélték, hogy egyesíteni tudják a mongolokat egy állammá. Országszerte vihárákat (mongol: dacan) építettek, gyakran kereskedelmi útvonalak találkozásainál vagy nyári legelőkön, ahol az állattenyésztők összegyűltek hatalmas nyájaikkal és sámán szertartásokat végeztek és áldozatokat mutattak be. A buddhista szerzetesek elhúzódó küzdelmet folytattak a bennszülött sámánokkal szemben és valamilyen mértékben sikerült is átvenniük a szerepüket gyógyítóként.

## A tibeti háttér

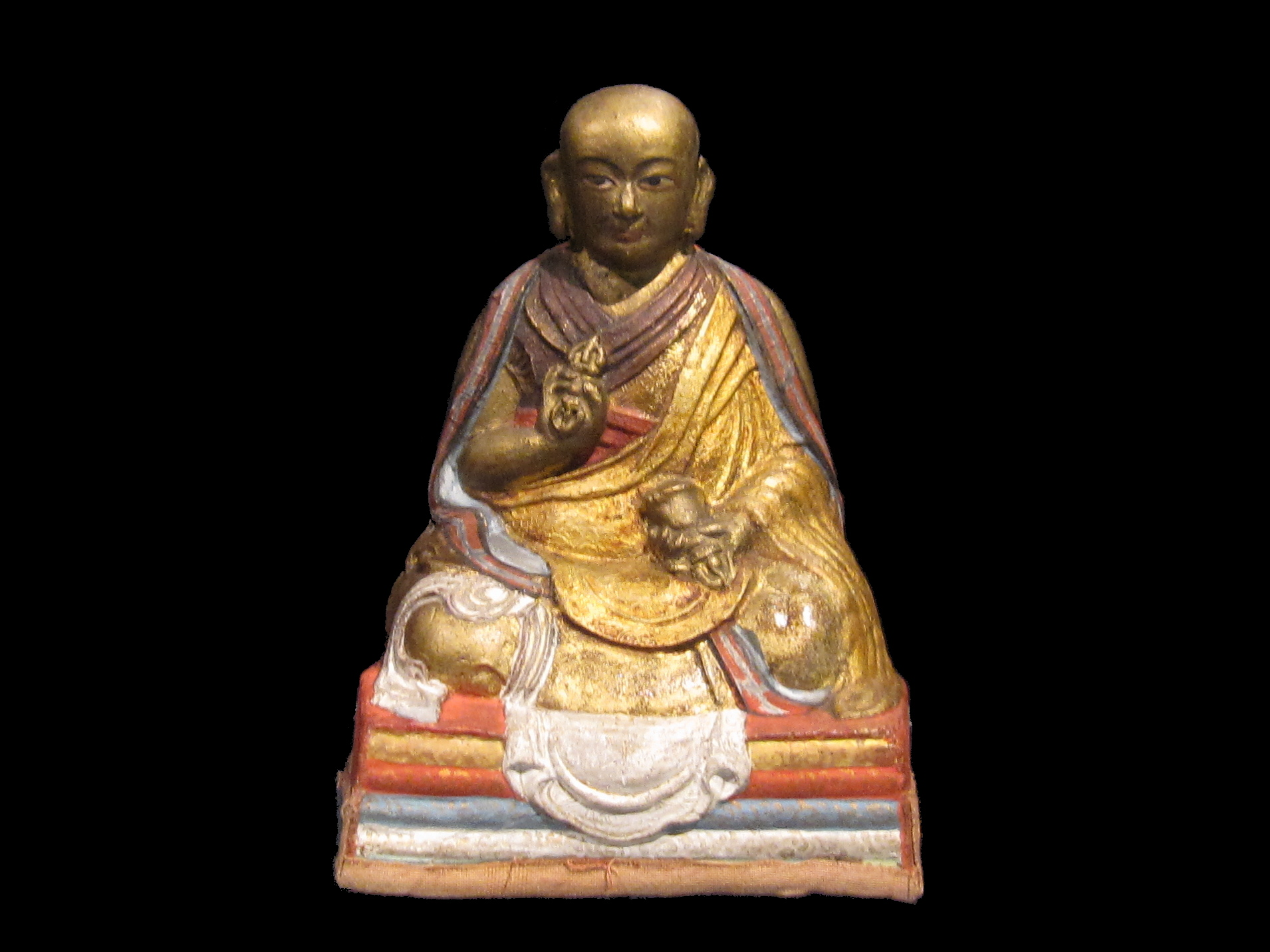
Zanabazar, Mongólia egyik legjelentősebb tulkujának szobra

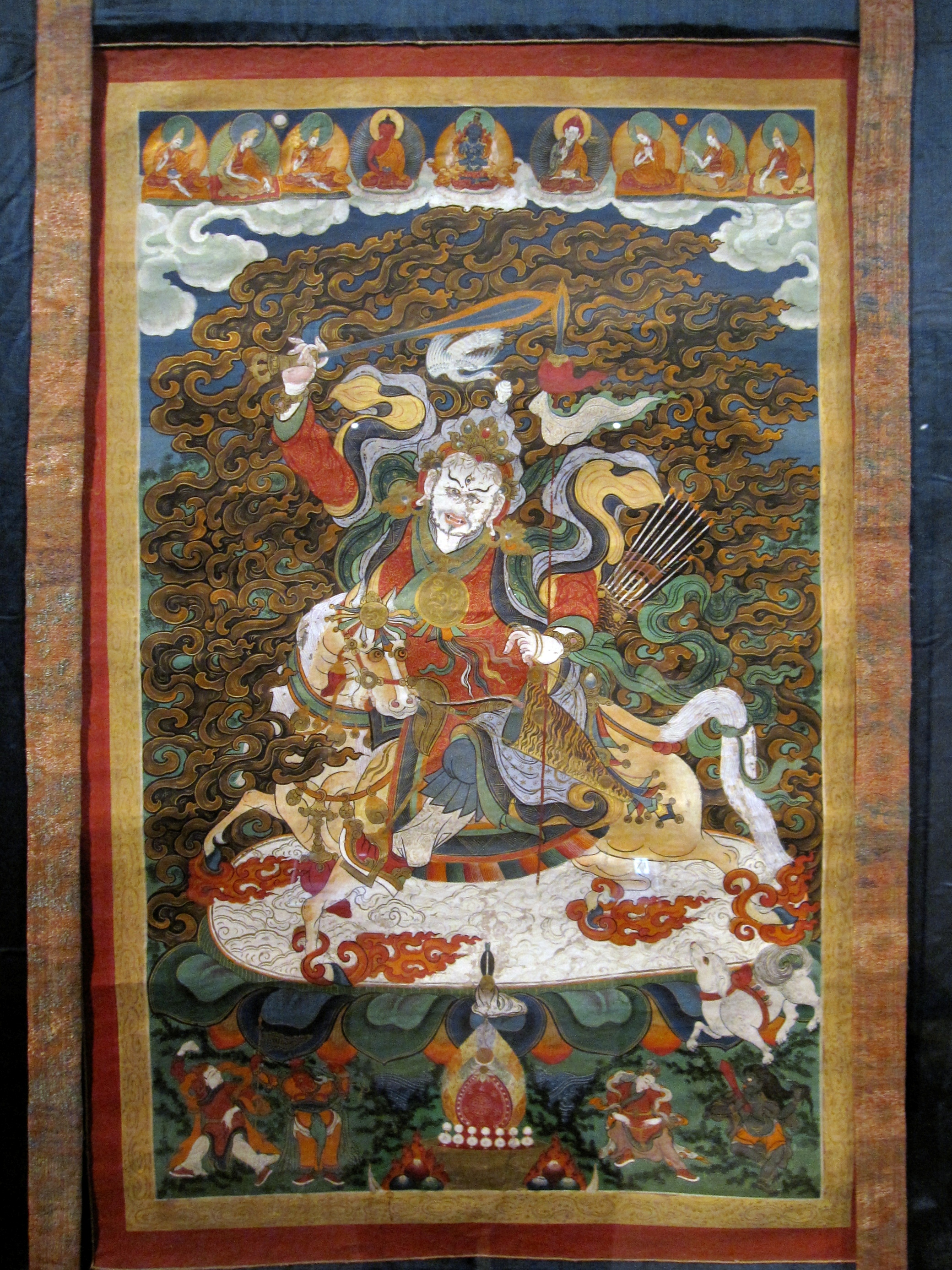
Kardot tartó hegyi istenséget ábrázoló thangka

A tibeti buddhizmus ötvözi a vadzsrajána buddhizmust bennszülött rituális orvoslással és az exorcizmussal, valamint megegyezik a buddhizmus által is legfontosabb célnak tekintett szenvedéstől és a szanszárától való megszabadulásban. Ebben a vallásban úgy tartják, hogy az újjászületésektől való megszabadulás az együtt érző buddhák közbenjárásával érhető el, akik a nirvánába való távozás helyett azt választották, hogy segítsenek másokat megszabadítani a szenvedéseiktől. Ezeket a buddhákat, akik bódhiszattvaként is testet ölthetnek, nem tekintik istennek, hanem megvilágosodott lényeknek. A tantrikus buddhizmus hozzájárult az ezoterikus meditációs technikákhoz és egy sor szentként tisztelt ikon és mudrá (kéztartás) megjelenéséhez, amelyek misztikus színezetet kaptak.
A tibeti buddhizmusban fokozatos lépcsőkben lehet eljutni a megvilágosodáshoz és a dolgok valós természetének megértéséhez. Azok számára, akik nem jártasak a buddhista tanítások terén úgy tűnhet, hogy bizonyos gyakorlatok elsősorban szertartásos jellegűek és szimbolikus jelentőségűek.
Bár a tibeti buddhizmus erős hatással volt Mongóliára, a mongol buddhizmus mégis egyedülálló jellegzetességekkel bír.

## Mongóliában

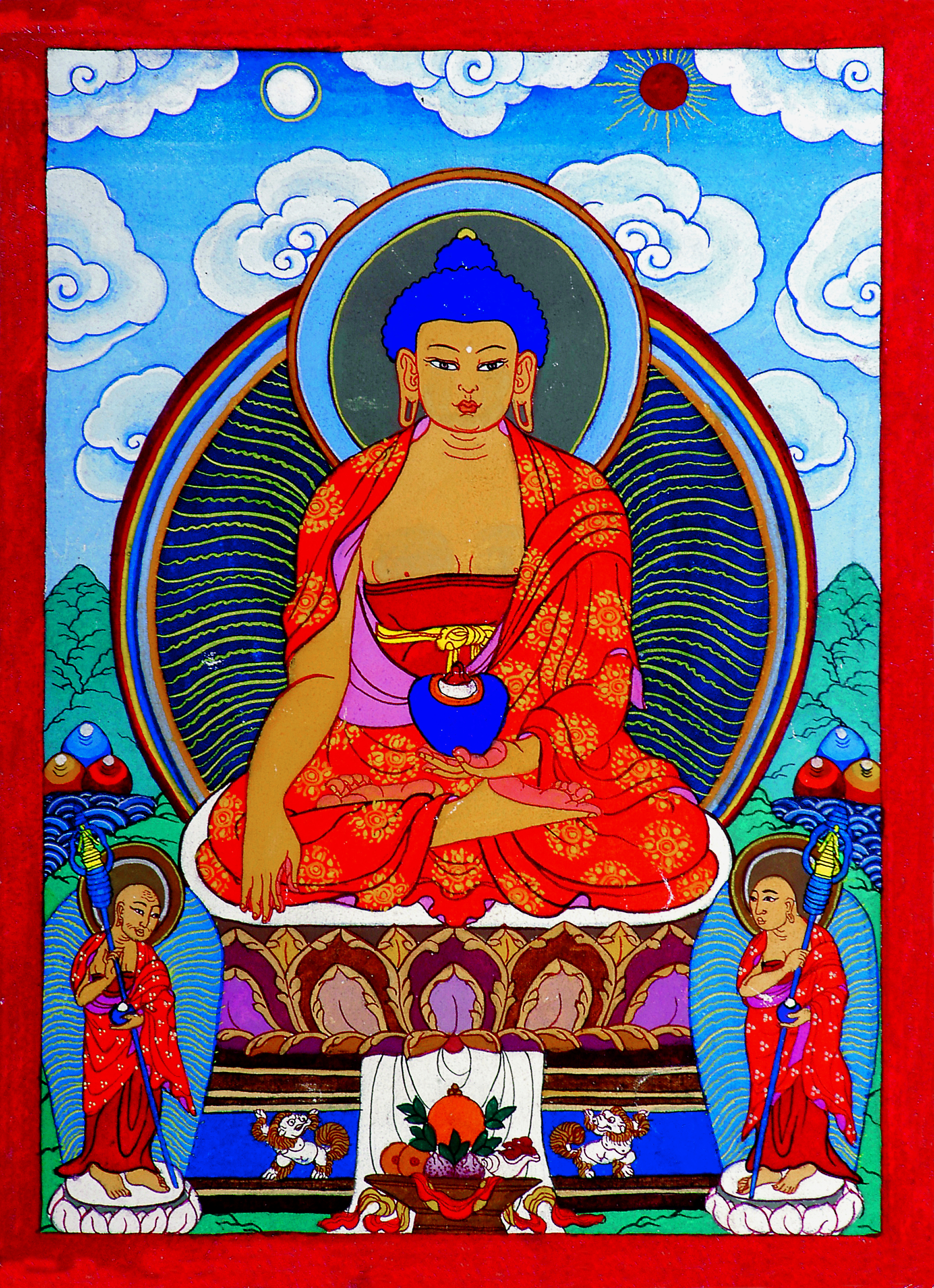
Buddha – Otgonbajar Ersú mongol festő képe.

### A buddhizmus bevezetése

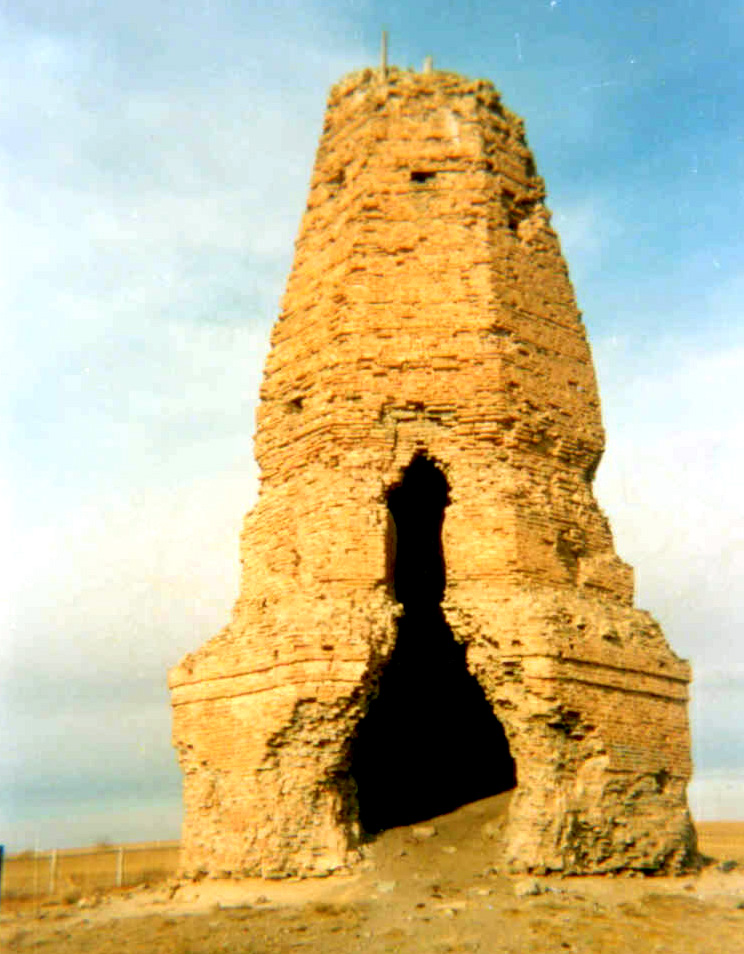
Sztúpa egy kitaj városban (Barsz-Hot)

A buddhizmus legelőször a mongol államok előtti időkben jutott el a sztyeppékre Nepál felől, Közép-Ázsián keresztül. Sok szanszkrit eredetű buddhista fogalmat a szogd nyelven keresztül vették át.
Hittérítőket fogadtak és templomokat építettek az olyan államok uralkodói, mint a Hsziungnu, a Hszienpej, Zsuanszuan és a Türk Birodalom. Népszerűvé vált a buddhizmus az arisztokrácia körében és az északi Vej uralkodók pártfogásba vették az egyházat. A kitaj nemzetiségű arisztokráciában a buddhizmust az ujgurok kultúrájának tekintették, akik a mongol sztyeppéket uralták a kitajok felemelkedése előtt. A dzsurcsen emberek által alapított Csin-dinasztia a kitaj kultúra részeként tekintett a buddhizmusra.

### A buddhizmus későbbi bevezetése

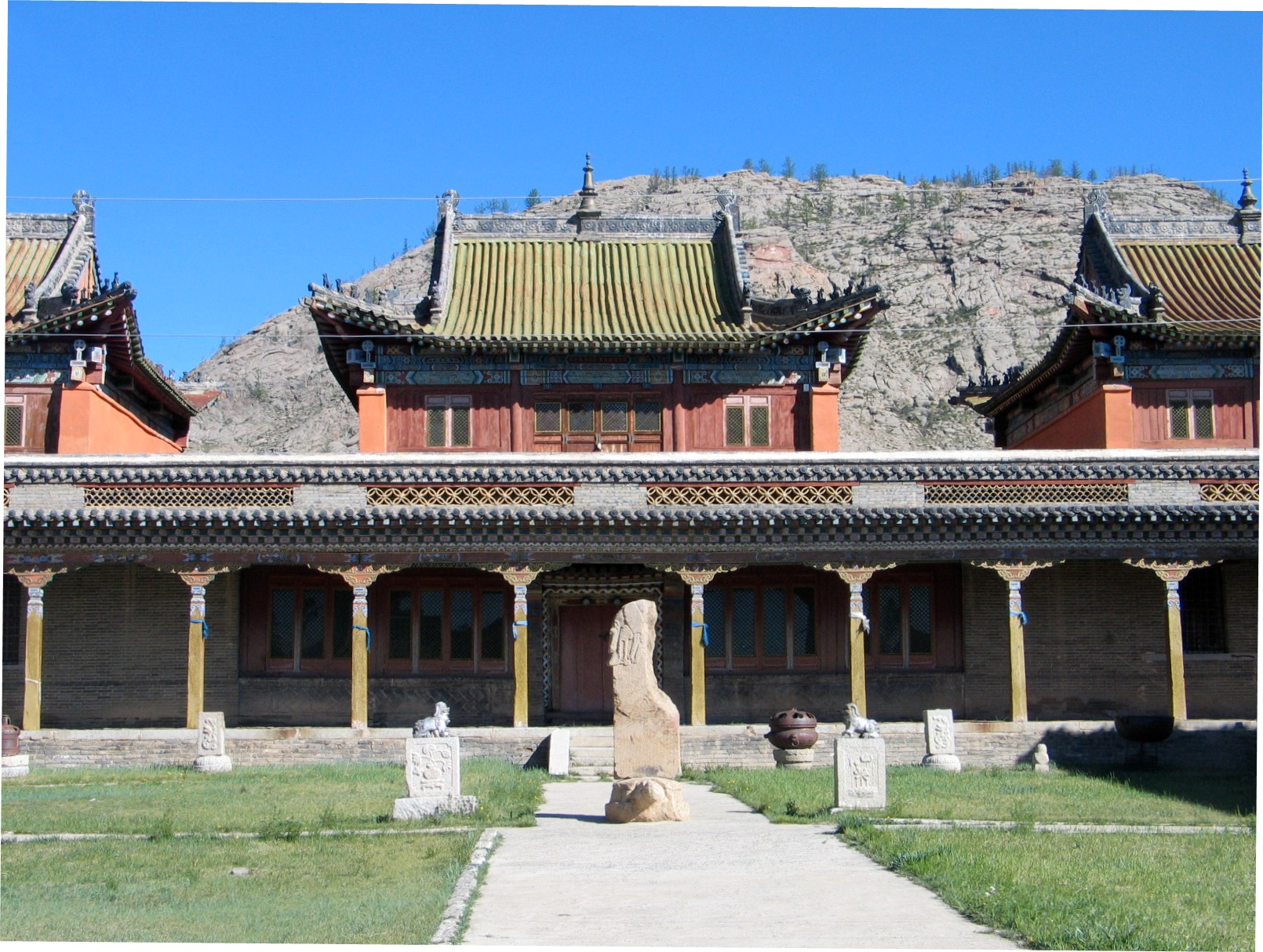
A Cecerleg kolostor.

A tibeti buddhista egyház jelentős hatással volt a mongol buddhizmus korai fejlődésére. A buddhista szerzetesség jelentős politikai szerepet játszott Közép- és Délkelet-Ázsiában, amely alól a mongol szangha sem jelentett kivételt. A mongolok segítő kezet nyújtottak a tibetieknek az ország egyesítésében. A mongolok aktivitása hozzájárult a szakja és a gelug tibeti buddhista iskolák kiemelkedéséhez és a későbbi tibeti-mongol civilizáció kialakulásához. Az állam és az egyház egymást támogatták és a reinkarnáció tana lehetővé tette számukra hogy az élő buddhák a mongol nemesi családokban szülessenek újra. Ezt a gyakorlatot végül törvénytelennek ítélte Csien-lung kínai császár.

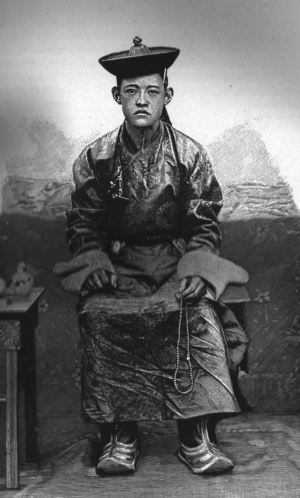
Bogdo Kán egyszerre volt az állam vallási és világi vezetője az 1920-as évekig

A 20. század kezdetére Külső-Mongóliában már 583 kolostor és templomegyüttes állt, amelyek összesen az ország vagyonának mintegy 20 százalékát birtokolták. Szinte az összes mongol város előzőleg valamilyen kolostor helyszíne volt. Ulánbátor, korábbi nevén Ikh Huree, a Dzsepcundamba Kutuktu (vagy más néven Bogdo gegen, még később Bogdo Kán) Mongólia élő buddhájának előkelő székhelye volt. A hagyományvonal soron következő tagjai az egyházi ranglétrán a dalai láma és a pancsen láma után a harmadik fontossági helyet foglalták el. A két itteni kolostorban 13000 és 7000 szerzetes tanult.
A nemesség hatalmának lecsökkenésével az évszázadok során megnőtt a kolostorok világi emberektől való függősége. Néhány nemes szolgákat adományozott földbirtok helyett és egyes állattenyésztők önszántukból vagy a nemesi kötelékektől való megszabadulás reményében ajánlották fel szolgálataikat az egyház részére. Bizonyos területeken a kolostorok és az élő buddháik világi hatalmat is gyakoroltak (ezekből 140 létezett 1924-ben). Az 1920-as években 110 000 szerzetes élt az ország területén, köztük gyerekek, akik a lakosság mintegy harmad részét jelentették. Az ország teljes lakosságának több mint egyharmada (250 ezer ember) vagy egyházi irányítású területen élt, vagy örökölt kolostori függőségben volt.
1911-ben, a mandzsu uralom végén, a buddhista egyház és a papok jelentették az ország egyetlen létező politikai rendszerét. Ezért a független új állam teokratikus politikai formát öltött, amelyet a Dzsepcundamba Kutukhtu irányított Jehe Kurije központból.
A 20. századra a buddhizmus mély gyökereket eresztett a mongol kultúrában és a nép támogatta a lámákat és a kolostorokat. A külföldi látogatók általában negatív véleménnyel voltak a mongol szerzetesekről, akiket lustának, nemtörődömnek, korruptnak és züllöttnek találtak. A mongol nép azonban nem értett ezzel egyet. A hétköznapi mongol emberek hozzáállásában keveredett a cinizmus és az egyházi értékek mély szeretete.

## A buddhizmus helyzete a népköztársaság korában

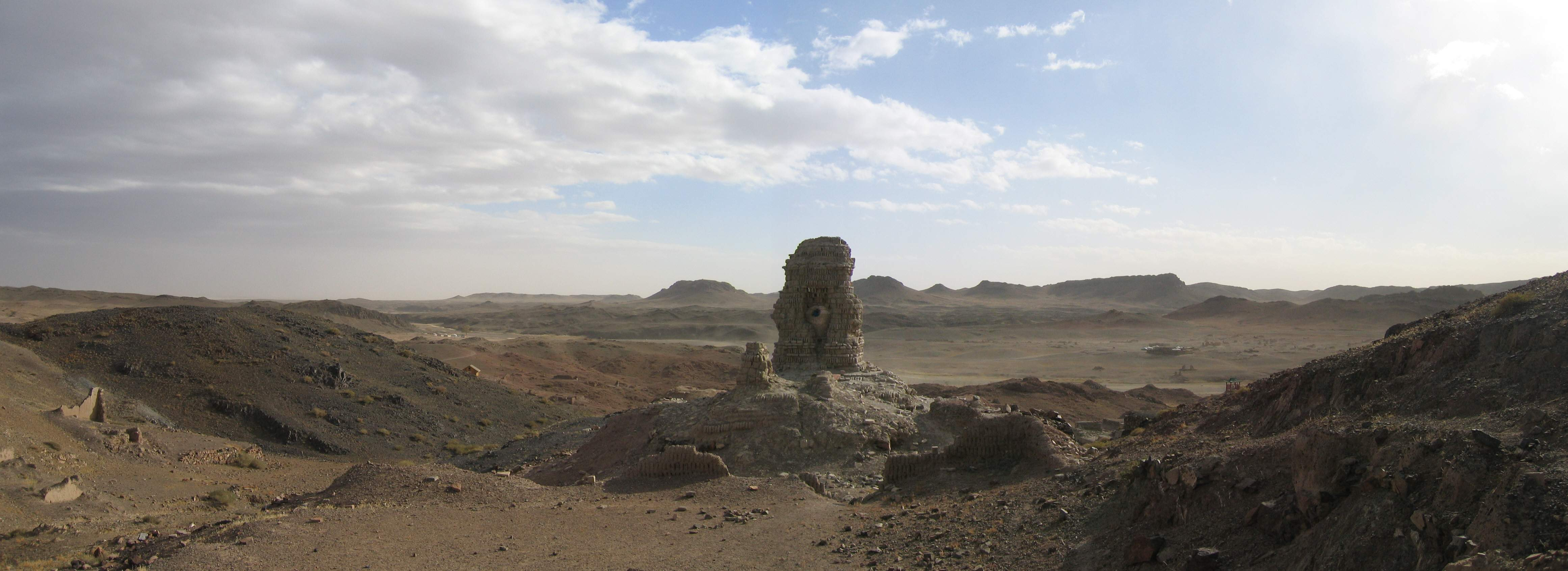
Az Ongiin kolostor romjai, Szaikhan-Ovoo.

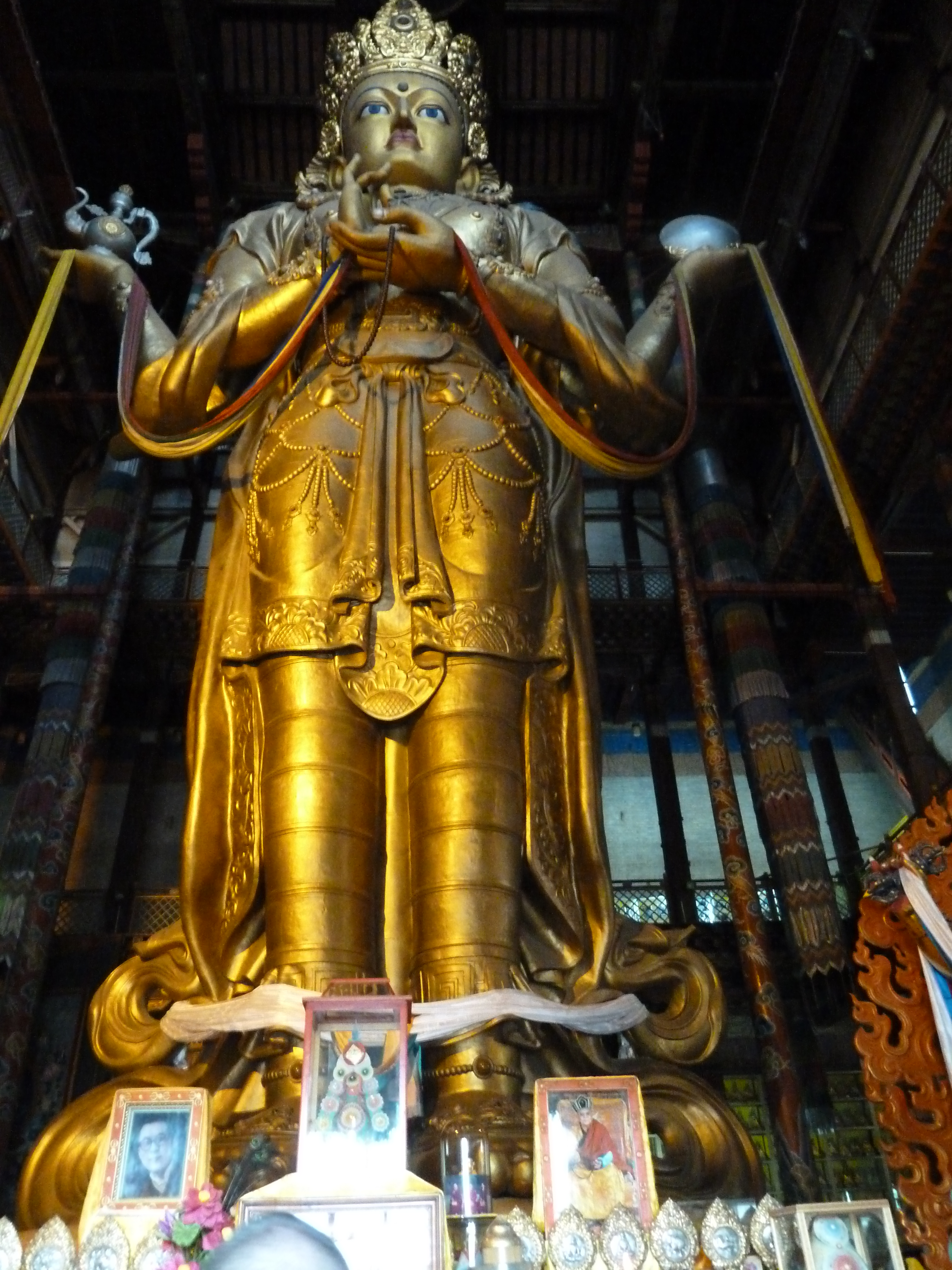
Avalókitésvara bodhiszattva mongol szobra (mongol neve: Migdzsid Dzsanraiszig), Gandantegcsinlen kolostor. A világ legmagasabb beltéri szobra 26,5 méter magas. 1996-ban újjáépítették, (épült: 1913-ban, elpusztították: 1937-ben)

Amikor a forradalmárok átvették a hatalmat, legfőbb igyekezetük az ország modernizálása volt valamint a társadalom átalakítása. Egy óriási egyházi szerkezettel néztek szembe, amelybe beletartozott a lakosság nagy része. Monopolizálták az oktatást és az egészségügyet, feleltek az igazságszolgáltatásért és az ország vagyonának jelentős részéről ők döntöttek. A buddhista egyházat nem különösebben foglalkoztatta az ország vagy saját szerkezeti működésének modernizálása. Mintegy húszéves politikai csatározás kezdődött a világi párt és az egyház között. 1934-ben 843 buddhista központot számoltak össze, mintegy 3000 különböző méretű kolostort és majdnem 6000 ezekhez kapcsolódó épületet. Az egyház éves bevétele 31 millió tugrik volt, az államé pedig 37.5 millió tugrik. A párt forrásai szerint 1935-ben a felnőtt férfi lakosság 48%-a szerzetes volt.
A zaklatások, kiegyezések, felkelések által fémjelzett csatározás a buddhista egyház fokozatos legyengüléséhez vezetett. Adókötelezettségét törvényben szabályozták, megtiltották számukra a gyermekek oktatását és betiltották a szerzetesek toborzását és az újabb élő buddhák beiktatását. Ez az időszak egybeesett Sztálin Orosz ortodox egyházzal szembeni üldözésével.
Robert Rupen szerint az 1920 és 1940 közötti időszakban a 110 ezer fős szerzetesség létszáma a felére zuhant. 1938-ban — a japánokkal való cselszövés vádja mellett — a maradék kolostorokat is felszámolták, tulajdonaikat elkobozták és papjaikat internálták, kivégezték vagy megfosztották címeiktől. Azokat az egyházi épületeket, amelyeket addig még nem romboltak le, elfoglalták és kormányirodaként vagy iskolaként hasznosították.
1940-es évek legvégén újból megnyitottak egy kolostort (Gandan kolostor) 100 szerzetessel. Ez volt az ország egyetlen kolostora, amely elsősorban látszatot tartott fent nemzetközi szinten. Néhány régi kolostort múzeummá alakítottak és a Gandan kolostor is leginkább egy élő múzeum volt és turistalátványosság. Az itten szerzetesek  ötéves  képzés után kerültek a kolostorba, de a kiválasztás módja és a motivációk nem voltak világosak a nyugati megfigyelők számára. A kolostort mára felújította a poszt-kommunista kormány Gandantegcsinlen kolostor néven.
A buddhizmus szerepet játszott Mongólia külpolitikájában, hogy kapcsolatot létesítsen kommunista és nem kommunista kelet- és délkelet-ázsiai államokkal. Ulánbátor volt a székhelye az Ázsiai buddhista konferencia a békéért rendezvénynek, amelyen olyan országok buddhistái vettek részt, mint Japán, Vietnam, Kambodzsa, Srí Lanka vagy Bhután. Nemzetközi folyóiratot adtak ki és olyan csoportokkal tartottak kapcsolatokat, mint a Keresztény békekonferencia, a Szovjet afro-ázsiai szolidaritási bizottság és az Orosz ortodox egyház. Támogatta a 14. dalai láma mongóliai látogatását 1979-ben és 1982-ben. A szervezet vezetője a Gandan kolostor apátja.

## A forradalom után
Mongólia ma Közép-Ázsia egyik legszabadabb országa. 1990-től újból feléledtek a buddhista gyakorlatok, jóllehet a korábbi egyházi hagyományokat egyelőre nem állították helyre.
A 2010-es népszámláláskor a mongolok 53%-a vallotta magát buddhistának.

## A Kalaka Kutuktuk listája
- Dzsepcundamba Kutuktu (Богд Жавзандамба хутагт)
- Bambar Erdeni Hubilgan (Бамбар Эрдэнэ хувилгаан)
- Blama-jin Gegegen (Ламын гэгээн)
- Csing Szudzsigtu Nomun Kán Kutuktu (Чин Сүжигт Номун Хан хутагт)
- Dilova Kutuktu (Дилав хутагт)
- Dulduitjn Danzanravdzsá (Догшин ноён хутагт)
- Heuhen Kutuktu (Хүүхэн хутагт)
- Ilghaghsan Kutuktu (Ялгасан хутагт)
- Ilaghughsan Kutuktu (Ялгуусан хутагт)
- Dzsalkhanz Kutagt Szodnomjn Damdinbazar (Жалханз хутагт)
- Khamba Nomun Kán Kutuktu (Хамба Номун Хан хутагт)
- Mancuszri Kutuktu (Манзушри хутагт)
- Naro Pancsen Kutuktu (Нар Ванчин хутагт)
- Savron Kutuktu (Шаврон хутагт) the last reincarnation Gombosuren born in 1925 is living
- Jógácsára Kutuktu (Егүзэр хутагт)
- Zaja Pandita Kutuktu (Зая Бандида хутагт)
- Kandzsurva Kutuktu (Ганжуурва хутагт)
- Dzsaszrai Gegegen (Жасрай гэгээн)
- Vadzsradhara Hubilgan (Очирдар хувилгаан)
- Bari Jondzsan Damcag Dordzse (Бари Ёнзин Дамцагдорж)

### Khutukhtuk egyéb mongol területeken
- Aria Gegeen (Ажиа гэгээн), Csinghaj, Felső-Mongólia
- Gurudiva Rinpocse (Гүрүдива Ринбүчи), Ordosz, Belső-Mongólia Autonóm Terület